# Ornithospila cincta
Ornithospila cincta là một loài bướm đêm trong họ Geometridae.